# Peter Utzschneider
Peter Utzschneider (* 6. März 1946 in Murnau am Staffelsee) ist ein ehemaliger deutscher Bobfahrer und Olympiasieger.
Utzschneider hatte seine größten Erfolge als Anschieber/Bremser mit dem Bobpiloten Wolfgang Zimmerer. Dreimal nahm er mit ihm an Olympischen Winterspielen teil. 1972 gewann er bei den Spielen von Sapporo Gold im Zweierbob sowie Bronze im Vierer. Vier Jahre später bei den Olympischen Winterspielen in Innsbruck gewann er nochmals Bronze im Vierer. Bei Weltmeisterschaften gewann er 1969 in Lake Placid Gold im Vierer, 1970 in St. Moritz Silber in beiden Bobklassen, 1971 in Cervinia Bronze im Vierer, 1973 in Lake Placid wie bei den Olympischen Spielen 1972 Gold im Zweier und Bronze im Vierer. 1974 in St. Moritz kam ein Doppelsieg in beiden Bobs hinzu. Im italienischen Cervinia gewann Utzschneider 1975 Vierersilber und 1976 in Igls Bronze. Hier ging im Zweier allerdings Manfred Schumann, der kurz zuvor als erster deutscher Leichtathlet in den Bobsport gewechselt war, mit Zimmerer an den Start.
Auch bei Europameisterschaften startete Utzschneider erfolgreich mit seinem Piloten Zimmerer. 1967 in Igls gewann das Doppel erstmals Zweier-Bronze, ein Jahr später in St. Moritz sogar Gold. 1970 kam in Cortina d’Ampezzo erstmals Vierergold hinzu, zudem Bronze im Zweier. Ein Jahr darauf gab es in Königssee erneut Zweierbronze und Silber im Viererbob. 1972 in St. Moritz gewannen sie Gold im Zweier und erneut Silber im Vierer. Ein Jahr darauf in Cervinia schafften sie nochmals das Double. Die letzte Medaille war 1976 Silber im Viererbob in St. Moritz.
Für seine sportlichen Leistungen wurde er am 8. Juni 1970 mit dem Silbernen Lorbeerblatt ausgezeichnet. Am 1. März 1976 wurde er Ehrenbürger der Gemeinde Ohlstadt, außerdem wurde er am 12. Dezember 1989 vom Bundespräsident Richard von Weizsäcker mit dem Verdienstkreuz am Bande des Verdienstordens der Bundesrepublik Deutschland ausgezeichnet.